# Kenny Teijsse
Kenny Teijsse (Amsterdam, 19 juli 1992) is een Nederlands voetballer die als verdediger speelt. Hij stroomde in 2013 door vanuit de jeugd van FC Utrecht.
Teijsse werd in het seizoen 2012/2013 verhuurd aan eerstedivisieclub FC Oss. in het seizoen 2013/2014 sloot hij weer aan bij FC Utrecht. Teijsse maakt zijn debuut voor FC Utrecht in een kwalificatieduel voor de Europa League tegen Differdange 03. In januari 2014 werd Teijsse opnieuw verhuurd, dit keer aan Helmond Sport. Gedurende het seizoen 2014/2015 werd hij verhuurd aan Sparta Rotterdam.
Teijsse tekende in juni 2015 een contract tot medio 2016 bij Go Ahead Eagles, met een optie op nog een seizoen. De club lijfde hem transfervrij in. In Deventer werd hij herenigd met zijn jeugdvriend Bart Vriends. Teijsse speelde anderhalf jaar voor Go Ahead Eagles, één in de Eerste divisie en een half in de Eredivisie. Hij tekende in januari 2017 een contract bij San Francisco Deltas, op dat moment actief in de North American Soccer League. Een jaar later keerde hij alweer terug naar Nederland: hij ging aan de slag bij SC Cambuur.
Teijsse heeft een tweelingbroer, Yordi Teijsse, die ook actief is in het voetbal.